# Шванда, Ладислав
Ладислав Шванда (чеш. Ladislav Švanda; 14 февраля 1959 года, Прага) — чехословацкий лыжник, призёр Олимпийских игр и чемпионата мира.

## Карьера
В Кубке мира Шванда дебютировал в 1982 году, в марте 1985 года впервые попал в десятку лучших на этапе Кубка мира. Всего имеет на своём счету 4 попадания в десятку лучших на этапах Кубка мира. Лучшим достижением Шванды в общем итоговом зачёте Кубка мира является 25-е место в сезоне 1984/85.
На Олимпийских играх 1988 года в Калгари, завоевал бронзу в эстафетной гонке, кроме того занял 19-е место в гонке на 15 км классикой, 17-е место в гонке на 30 км классикой и 15-е место в гонке на 50 км коньком.
За свою карьеру принимал участие в двух чемпионатах мира, на чемпионате мира-1989 завоевал бронзу в эстафете, в личных гонках лучший результат — 9-е место в гонке на 50 км коньком на чемпионате мира-1987.